# Hugh Foliot

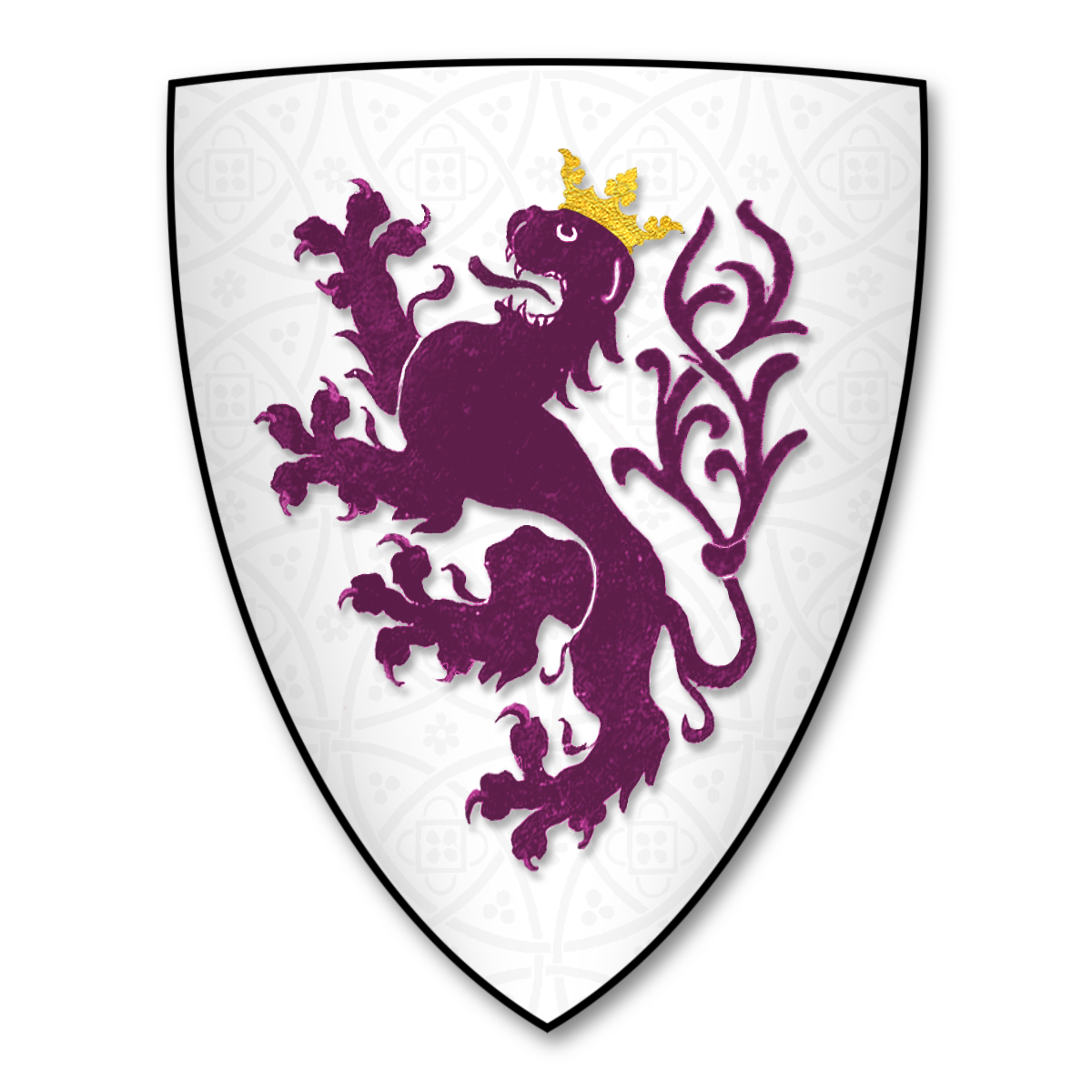
Wappen von Hugh Foliot

Hugh Foliot (* zwischen 1150 und 1160; † 7. August 1234) war ein Bischof der englischen Diözese Hereford.

## Herkunft und Karriere als Geistlicher
Hugh Foliot war wahrscheinlich ein Sohn von Roger Foliot und dessen Frau Roheise. Sein Vater war ein Vasall von William de Wahull aus Horton in Northamptonshire. Erstmals wird Hugh zwischen 1180 und 1183 im Gefolge des mit ihm verwandten Bischof Robert Foliot von Hereford erwähnt, so dass er wohl zwischen 1150 und 1160 geboren wurde. Vermutlich wurde Hugh zunächst Kanoniker an der Kathedrale von Hereford, ehe ihn sein Verwandter vor 1186 zum Archidiakon von Shropshire ernannte. Als Archidiakon bezeugte er häufig Urkunden und ab 1212 wurde er dreimal als päpstlicher Richter mit kirchlichen Streitfällen betraut.

## Bischof von Hereford

### Wahl zum Bischof
Im Januar 1215 schlug ihn König Johann Ohneland als Bischof der walisischen Diözese St Davids vor, womit er wohl die Wahl eines Walisers zum Bischof verhindern wollte. Die Kandidatur Foliots scheiterte, an seiner Stelle wurde der Waliser Iorwerth zum Bischof gewählt. Dennoch übergab der König im Februar 1216 Foliot die Verwaltung der Kirche von Colwall in Herefordshire, nachdem die Diözese Hereford nach dem Tod von Bischof Giles de Briouze unter königliche Verwaltung gefallen war. Nach dem Tod von Bischof Hugh de Mapenore am 16. April 1219 war Foliot einer der drei Vertreter, die das Kathedralkapitel von Hereford zum Königshof schickte, um die Erlaubnis zur Wahl eines neuen Bischofs einzuholen. Im Juni wurde Foliot zum Bischof gewählt, am 2. Juli wurden ihm die Temporalien übergeben und am 27. Oktober 1219 wurde er in Canterbury zum Bischof geweiht. Mit der Annahme dieses Amtes legte er seine bisherigen geistlichen Ämter nieder.

### Bischof im Dienst des Königs
Mitte April 1221 brach Foliot zusammen mit Bischof Peter des Roches von Winchester zu einer Pilgerreise auf. Das Ziel ihrer Wallfahrt ist nicht genau bekannt, doch wahrscheinlich besuchten sie Santiago de Compostela. Nach seiner Rückkehr stand Foliot gelegentlich im Dienst der Regierung. Mehrfach verhandelte er mit Llywelyn ab Iorwerth und anderen walisischen Fürsten. Nach dem Aufruhr des Earls of Chester und anderer Barone übernahm er am 30. Dezember 1223 kurzfristig anstelle des Justiciars Hubert de Burgh die Verwaltung des königlichen Hereford Castle. 1225 und 1227 bezeugte Foliot die erneute Anerkennung der Magna Carta durch König Heinrich III. Nach der 1225 ebenfalls erfolgten Anerkennung der Forstcharta überprüfte er mit die Ausdehnung der königlichen Forste in Gloucestershire, dabei entschied er, dass Teile davon nicht der königlichen Kontrolle zustanden. Im September 1229 wurde er zum Richter am Assize Court ernannt.

### Geistliches Wirken
Bereits als Archidiakon hatte Foliot die geistliche Karriere von Robert Grosseteste gefördert, der zu seinem Gefolge gehört hatte und mit dem er weiterhin in Kontakt blieb. Wohl durch den Kontakt mit Grosseteste lernte Foliot auch Ralph of Maidstone kennen, der 1231 Kanzler der Universität von Oxford war, dann aber vor Anfang 1232 Dekan der Kathedrale von Hereford und später Foliots Nachfolger als Bischof wurde. Als Bischof führte Foliot einen großen Haushalt, in dem er auch einige studierte Geistliche beschäftigte. Als erster Bischof von Hereford ernannte er einen Beamten für seine Amtsgeschäfte. Seinem jüngeren Bruder Thomas verschaffte er in den 1220er Jahren das Amt des Präzentors der Kathedrale von Hereford und um 1230 das Amt des Kämmerers der Diözese. Möglicherweise erließ er Ende der 1220er Jahre die Constitutiones cuiusdam episcopi als Diözesanstatuten, diese Regeln können jedoch keiner einzelnen Diözese zugesprochen werden.

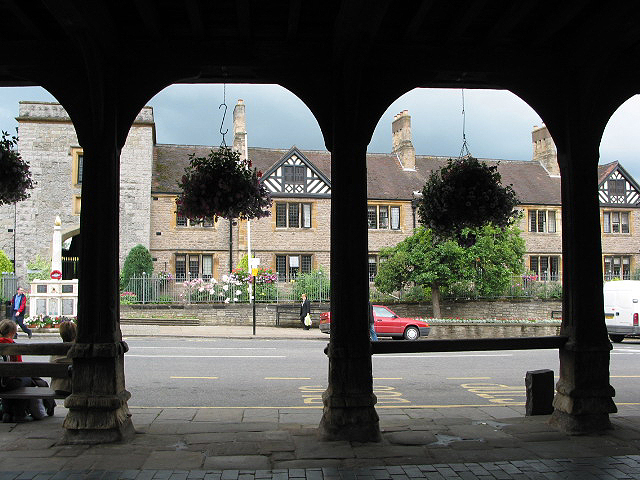
Das von Foliot gegründete St Katherine’s Hospital in Ledbury

Foliot gilt als früher Förderer des Franziskanerordens in England. Bereits Mitte der 1220er Jahre soll er die Gründung der Franziskanerniederlassung in Hereford unterstützt haben. Kurz vor 1225 gründete der Kanoniker Elias of Bristol das St Ethelbert’s Hospital in Hereford, wobei er vermutlich von Foliot unterstützt wurde. Diese Gründung regte Foliot wohl zur Gründung seines eigenen Hospitals St Katherine’s in Ledbury Ende der 1220er Jahre an, das er 1233 dem Kathedralkapitel von Hereford übergab. Dazu unterstützte Foliot zu Beginn der 1220er Jahre die Gründung des Grammontenserpriorates in Alberbury sowie das Grammontenserpriorat in Craswall. Foliot steigerte durch Umorganisation die Einkünfte der Benefizien seines Kathedralpriorats, dabei legte er fest, dass bis zu einem Jahr nach dem Tod eines Kanonikers die Einkünfte zur Tilgung von dessen Schulden verwandt werden durften. Anscheinend war Foliot im Frühjahr 1234 schwer erkrankt, denn er nahm am 2. April nicht an der Weihe von Edmund of Abingdon zum Erzbischof von Canterbury teil. Nach seinem Tod wurde er in der Kathedrale von Hereford bestattet.